# Bruchertseifen
Bruchertseifen ist eine Ortsgemeinde im Landkreis Altenkirchen (Westerwald) in Rheinland-Pfalz. Sie gehört der Verbandsgemeinde Hamm (Sieg) an.

## Gemeindegliederung
Zu Bruchertseifen gehören außer dem namengebenden Ort noch die Ortsteile Haderschen, Hofacker, Langenbach und Neuschlade.

## Geschichte
Bruchertseifen wurde im Jahre 1610 erstmals urkundlich erwähnt. Bis Mitte des 17. Jahrhunderts gehörten Bruchertseifen, Haderschen, Hofacker und Langenbach landesherrlich zur Grafschaft Sayn. Die Einwohner wurden nach der Einführung der Reformation in der Grafschaft Sayn erst lutherisch und später reformiert.
Nach der Landesteilung der Grafschaft Sayn im 17. Jahrhundert gelangten die Ortschaften Bruchertseifen, Haderschen und Langenbach zur Grafschaft Sayn-Hachenburg. Zusammen mit Haderschen und Langenbach bildete Bruchertseifen eine „Sende“ (Verwaltungseinheit), die zum Kirchspiel Hamm gehörte. Der Ort Haderschen lag auf der Grenze zwischen Sayn-Hachenburg und Sayn-Altenkirchen, um 1787 lagen im Hachenburgischen Teil fünf Häuser, im Altenkirchischen Teil ein Haus. Der heutige Ortsteil Hofacker gehörte ebenfalls zu Sayn-Altenkirchen und bis 1955 zur Gemeinde Racksen.
Die Grafschaft Sayn-Hachenburg war 1799 auf dem Erbweg an die Fürsten von Nassau-Weilburg gefallen. Im Zusammenhang mit der Bildung des Rheinbundes kam Bruchertseifen mit seinen heutigen Ortsteilen 1806 an das neu errichtete Herzogtum Nassau. Unter der nassauischen Verwaltung gehörten die Orte zum Amt Schöneberg und zum Regierungsbezirk Ehrenbreitstein.
Aufgrund der auf dem Wiener Kongress (1815) getroffenen Vereinbarungen wurde das Kirchspiel Hamm von Nassau an das Königreich Preußen abgetreten. Unter der preußischen Verwaltung ging 1816 das Kirchspiel Hamm in der neu gebildeten Bürgermeisterei Hamm auf, die dem Kreis Altenkirchen im Regierungsbezirk Koblenz und von 1822 an der Rheinprovinz zugeordnet war.
Der Ortsteil Langenbach war bis 1974 geteilt, rechts des Langenbachs gehörte das Dorf zur Gemeinde Helmeroth, links des Bachs immer schon zu Bruchertseifen.
Statistik zur Einwohnerentwicklung
Die Entwicklung der Einwohnerzahl von Bruchertseifen bezogen auf das heutige Gemeindegebiet; die Werte von 1871 bis 1987 beruhen auf Volkszählungen:
| Jahr | Einwohner |
| ---- | --------- |
| 1815 | 115       |
| 1835 | 139       |
| 1871 | 182       |
| 1905 | 208       |
| 1939 | 345       |

| Jahr | Einwohner |
| ---- | --------- |
| 1950 | 380       |
| 1961 | 388       |
| 1970 | 507       |
| 1987 | 533       |
| 1993 | 612       |

| Jahr | Einwohner |
| ---- | --------- |
| 1999 | 693       |
| 2005 | 760       |
| 2011 | 715       |
| 2017 | 742       |
| 2023 | 777       |

## Politik

### Gemeinderat
Der Gemeinderat in Bruchertseifen besteht aus zwölf Ratsmitgliedern, die bei der Kommunalwahl am 9. Juni 2024 in einer Mehrheitswahl gewählt wurden, und dem ehrenamtlichen Ortsbürgermeister als Vorsitzendem.

### Bürgermeister
Axel Mast wurde im August 2019 Ortsbürgermeister von Bruchertseifen. Bei der Direktwahl am 26. Mai 2019 war kein Bewerber angetreten. Die Gemeindeordnung sieht für diesen Fall eine Wahl durch den Gemeinderat vor, die am 13. August 2019 während der konstituierenden Sitzung erfolgte. Mast ist Nachfolger von Jan Burbach, der das Amt zehn Jahre ausgeübt hatte. Bei der Direktwahl am 9. Juni 2024 wurde Bruch ohne Gegenkandidat mit 77,0 % der Stimmen in seinem Amt bestätigt.

## Verkehr
Durch Bruchertseifen führt die Bundesstraße 256.

## Persönlichkeiten
- Arnold Morkramer (1929–2024), Bildhauer
- Horst Schäfer (1932–2022), Fotograf
- Margret Wintermantel (* 1947), Präsidentin des Deutschen Akademischen Austauschdienstes (DAAD) (2012–2020)
- Klaus-Peter Wolf (* 1954), Schriftsteller, Drehbuchautor[13]
- Thomas Enders (* 1958),  Unternehmensleiter des europäischen Flugzeugherstellers Airbus (2012–2019)